# Fabio Fognini
Fabio Fognini (* 24. Mai 1987 in Sanremo) ist ein ehemaliger italienischer Tennisspieler.

## Karriere
Am 19. November 2007 wurde Fognini zum ersten Mal in den Top 100 der Tennisweltrangliste geführt. Sein größter Einzelerfolg bei einem Grand-Slam-Turnier gelang ihm 2011 bei den French Open, als er ins Viertelfinale einzog. Dort musste er sich Novak Đoković kampflos geschlagen geben, da er sich einen Muskelfaserriss im linken Oberschenkel zugezogen hatte.
2013 gewann Fognini bei seiner dritten Finalteilnahme zum ersten Mal ein ATP-Turnier. Er besiegte in Stuttgart den Favoriten Philipp Kohlschreiber in drei Sätzen. Bereits eine Woche später feierte er beim Turnier der ATP-World-Tour-500-Serie in Hamburg seinen zweiten Titel; im Finale bezwang er den argentinischen Qualifikanten Federico Delbonis in drei Sätzen. Im kroatischen Umag erreichte Fognini das dritte Endspiel in Folge und unterlag dabei Tommy Robredo in zwei Sätzen. Dennoch gelang ihm der Sprung in die Top 20 der Weltrangliste.
In seiner Karriere gewann Fognini mit seinem Landsmann Simone Bolelli zudem mehrere Doppeltitel. Beim ATP-Turnier in Umag besiegten sie 2011 die Paarung Marin Čilić/Lovro Zovko. 2013 bezwangen sie bei der Copa Claro im Finale Nicholas Monroe und Simon Stadler, außerdem im Davis-Cup-Achtelfinale das kroatische Duo Marin Čilić und Ivan Dodig. 2015 gewannen sie die Doppelkonkurrenz der Australian Open, bei denen sie zwei Jahre zuvor bereits das Halbfinale erreicht hatten.
Am 21. April 2019 gewann Fognini beim Turnier von Monte-Carlo das erste Masters-Turnier seiner Karriere. Im Finale schlug er Dušan Lajović mit 6:3, 6:4. Zuvor bezwang Fognini im Halbfinale den elffachen Turniersieger Rafael Nadal in zwei Sätzen.
Noch während den Wimbledon Championships 2025, wo er den Weltranglistenzweiten Carlos Alcaraz in der ersten Runde zu einem Fünfsatzmatch zwang, gab Fognini mit 38 Jahren seinen sofortigen Rücktritt vom Tennis bekannt.

## Benehmen und Kontroversen
Fognini gilt auf dem Platz als unbeherrscht und exzentrisch. Er fiel auf mehreren Turnieren durch schlechtes Benehmen und Beleidigungen auf. Beim ATP-Turnier in Madrid 2014 drohte er im Match gegen Oleksandr Dolhopolow dem schwedischen Stuhlschiedsrichter und dem Publikum. In Wimbledon wurde er (bei der Partie gegen Alex Kuznetsov) wegen Bedrohung von Offiziellen mit einer Strafe von 27.500 £ belegt; er warf den Veranstaltern anschließend außerdem vor, ihn bei den folgenden Spielansetzungen deshalb benachteiligt zu haben. Im Juli 2014 beim ATP-Turnier in Hamburg bezeichnete Fognini seinen serbischen Kontrahenten Filip Krajinović als „Zingaro di merda“ („Scheiß-Zigeuner“), wofür er sich später entschuldigte. Beim ATP-Turnier in Schanghai im selben Jahr verweigerte er nach seiner Niederlage gegen Wang Chuhan den Handschlag am Netz; er schubste ihn stattdessen und zeigte dem Publikum den Mittelfinger, wofür er eine Geldstrafe (2.000 US-Dollar) kassierte. Am 2. September 2017 wurde Fognini von den US Open 2017 von der Turnierleitung (Grand-Slam-Board) ausgeschlossen, da er in seiner Erstrundenbegegnung im Einzel gegen Stefano Travaglia, das er in fünf Sätzen verlor, die schwedische Stuhlschiedsrichterin Louise Engzell massiv sexistisch beleidigt hatte. Den Videoaufnahmen zufolge soll er sie mit „Una troia sei, pompinara!“, was auf Deutsch übersetzt heißt „Eine Schlampe bist du, eine Fotze!“, angegiftet haben. Wörtlich soll er mit „bocchinara“, auf Deutsch „Schwanzlutscherin“, noch nachgelegt haben. Deshalb wurde auch weiter gegen ihn ermittelt, was ihm am Ende eine zusätzliche Geldstrafe von bis zu 250.000 US-Dollar einbringen könnte. Nachdem er in besagtem Erstrundenmatch bereits dreimal gegen den Verhaltenskodex verstoßen hatte, war er bereits mit einer Geldstrafe von 24.000 US-Dollar belegt worden. Durch die Disqualifikation durfte Fognini zu seinem Achtelfinalmatch im Doppel mit seinem Landsmann Simone Bolelli nicht mehr antreten.
Bei Wimbledon 2019 sagte Fognini nach seiner Drittrunden-Niederlage gegen Tennys Sandgren, auf der Tennis-Anlage solle „eine Bombe explodieren“. Er musste daraufhin 2700 Euro Strafe zahlen.

## Persönliches
Seit dem 11. Juni 2016 ist er mit Flavia Pennetta verheiratet. 2017 wurden die beiden Eltern eines Sohnes, 2019 bzw. 2021 wurden Töchter geboren.

## Erfolge
| Legende (Anzahl der Titel)      |
| Grand Slam (1)                  |
| ATP Finals                      |
| ATP World Tour Masters 1000 (1) |
| ATP World Tour 500 (2)          |
| ATP World Tour 250 (13)         |
| ATP Challenger Tour (9)         |

| Titel nach Belag |
| Sand (13)        |
| Hartplatz (4)    |
| Rasen (0)        |

### Einzel

#### Turniersiege

##### ATP World Tour
| Nr. | Datum           | Turnier      | Belag     | Finalgegner           | Ergebnis       |
| --- | --------------- | ------------ | --------- | --------------------- | -------------- |
| 1.  | 14. Juli 2013   | Stuttgart    | Sand      | Philipp Kohlschreiber | 5:7, 6:4, 6:4  |
| 2.  | 21. Juli 2013   | Hamburg      | Sand      | Federico Delbonis     | 4:6, 7:68, 6:2 |
| 3.  | 9. Februar 2014 | Viña del Mar | Sand      | Leonardo Mayer        | 6:2, 6:4       |
| 4.  | 24. Juli 2016   | Umag         | Sand      | Andrej Martin         | 6:4, 6:1       |
| 5.  | 30. Juli 2017   | Gstaad       | Sand      | Yannick Hanfmann      | 6:4, 7:5       |
| 6.  | 4. März 2018    | São Paulo    | Sand (i)  | Nicolás Jarry         | 1:6, 6:1, 6:4  |
| 7.  | 22. Juli 2018   | Båstad       | Sand      | Richard Gasquet       | 6:3, 3:6, 6:1  |
| 8.  | 5. August 2018  | Los Cabos    | Hartplatz | Juan Martín del Potro | 6:4, 6:2       |
| 9.  | 21. April 2019  | Monte Carlo  | Sand      | Dušan Lajović         | 6:3, 6:4       |

##### ATP Challenger Tour
| Nr. | Datum              | Turnier           | Belag | Finalgegner           | Ergebnis        |
| --- | ------------------ | ----------------- | ----- | --------------------- | --------------- |
| 1.  | 6. Juli 2008       | Turin             | Sand  | Diego Junqueira       | 6:3, 6:1        |
| 2.  | 7. September 2008  | Genua (1)         | Sand  | Gianluca Naso         | 6:4, 6:3        |
| 3.  | 12. Juli 2009      | San Benedetto     | Sand  | Cristian Villagrán    | 6:75, 7:62, 6:0 |
| 4.  | 12. September 2010 | Genua (2)         | Sand  | Potito Starace        | 6:4, 6:1        |
| 5.  | 3. Oktober 2010    | Neapel            | Sand  | Boris Pašanski        | 6:4, 4:2 aufgg. |
| 6.  | 24. Oktober 2010   | Santiago de Chile | Sand  | Paul Capdeville       | 6:2, 7:62       |
| 7.  | 26. November 2023  | Valencia          | Sand  | Roberto Bautista Agut | 3:6, 7:68, 7:63 |
| 8.  | 24. November 2024  | Montemar          | Sand  | Lukas Neumayer        | 6:3, 2:6, 6:3   |

#### Finalteilnahmen
| Nr. | Datum              | Turnier            | Belag         | Finalgegner         | Ergebnis       |
| --- | ------------------ | ------------------ | ------------- | ------------------- | -------------- |
| 1.  | 29. April 2012     | Bukarest           | Sand          | Gilles Simon        | 4:6, 3:6       |
| 2.  | 23. September 2012 | St. Petersburg (1) | Hartplatz (i) | Martin Kližan       | 2:6, 3:6       |
| 3.  | 28. Juli 2013      | Umag               | Sand          | Tommy Robredo       | 0:6, 3:6       |
| 4.  | 16. Februar 2014   | Buenos Aires       | Sand          | David Ferrer        | 4:6, 3:6       |
| 5.  | 4. Mai 2014        | München            | Sand          | Martin Kližan       | 6:2, 1:6, 2:6  |
| 6.  | 22. Februar 2015   | Rio de Janeiro     | Sand          | David Ferrer        | 2:6, 3:6       |
| 7.  | 2. August 2015     | Hamburg            | Sand          | Rafael Nadal        | 5:7, 5:7       |
| 8.  | 23. Oktober 2016   | Moskau             | Hartplatz (i) | Pablo Carreño Busta | 6:4, 3:6, 2:6  |
| 9.  | 24. September 2017 | St. Petersburg (2) | Hartplatz (i) | Damir Džumhur       | 6:3, 4:6, 2:6  |
| 10. | 30. September 2018 | Chengdu            | Hartplatz     | Bernard Tomic       | 1:6, 6:3, 6:77 |

### Doppel

#### Turniersiege

##### ATP World Tour
| Nr. | Datum              | Turnier          | Belag         | Partner           | Finalgegner                         | Ergebnis          |
| --- | ------------------ | ---------------- | ------------- | ----------------- | ----------------------------------- | ----------------- |
| 1.  | 30. Juli 2011      | Umag (1)         | Sand          | Simone Bolelli    | Marin Čilić Lovro Zovko             | 6:3, 5:7, [10:7]  |
| 2.  | 24. Februar 2013   | Buenos Aires (1) | Sand          | Simone Bolelli    | Simon Stadler Nicholas Monroe       | 6:3, 6:2          |
| 3.  | 31. Januar 2015    | Australian Open  | Hartplatz     | Simone Bolelli    | Pierre-Hugues Herbert Nicolas Mahut | 6:4, 6:4          |
| 4.  | 2. Oktober 2016    | Shenzhen         | Hartplatz     | Robert Lindstedt  | Oliver Marach Fabrice Martin        | 7:64, 6:3         |
| 5.  | 23. September 2018 | St. Petersburg   | Hartplatz (i) | Matteo Berrettini | Roman Jebavý Matwé Middelkoop       | 7:66, 7:64        |
| 6.  | 20. Februar 2022   | Rio de Janeiro   | Sand          | Simone Bolelli    | Jamie Murray Bruno Soares           | 7:5, 6:72, [10:6] |
| 7.  | 30. Juli 2022      | Umag (2)         | Sand          | Simone Bolelli    | Lloyd Glasspool Harri Heliövaara    | 5:7, 7:66, [10:7] |
| 8.  | 19. Februar 2023   | Buenos Aires (2) | Sand          | Simone Bolelli    | Nicolás Barrientos Ariel Behar      | 6:2, 6:4          |

##### ATP Challenger Tour
| Nr. | Datum            | Turnier  | Belag | Partner       | Finalgegner                | Ergebnis |
| --- | ---------------- | -------- | ----- | ------------- | -------------------------- | -------- |
| 1.  | 16. Oktober 2010 | Asunción | Sand  | Paolo Lorenzi | Carlos Berlocq Brian Dabul | 6:3, 6:4 |

#### Finalteilnahmen
| Nr. | Datum            | Turnier      | Belag     | Partner           | Finalgegner                       | Ergebnis          |
| --- | ---------------- | ------------ | --------- | ----------------- | --------------------------------- | ----------------- |
| 1.  | 14. Juli 2008    | Umag         | Sand      | Carlos Berlocq    | Michal Mertiňák Petr Pála         | 6:2, 3:6, [5:10]  |
| 2.  | 27. Februar 2010 | Acapulco (1) | Sand      | Potito Starace    | Łukasz Kubot Oliver Marach        | 0:6, 0:6          |
| 3.  | 12. April 2012   | Casablanca   | Sand      | Daniele Bracciali | Dustin Brown Paul Hanley          | 5:7, 3:6          |
| 4.  | 2. März 2013     | Acapulco (2) | Sand      | Simone Bolelli    | Łukasz Kubot David Marrero        | 5:7, 2:6          |
| 5.  | 6. Oktober 2013  | Peking       | Hartplatz | Andreas Seppi     | Maks Mirny Horia Tecău            | 4:6, 2:6          |
| 6.  | 22. März 2015    | Indian Wells | Hartplatz | Simone Bolelli    | Vasek Pospisil Jack Sock          | 4:6, 7:63, [7:10] |
| 7.  | 19. April 2015   | Monte Carlo  | Sand      | Simone Bolelli    | Bob Bryan Mike Bryan              | 6:73, 1:6         |
| 8.  | 18. Oktober 2015 | Shanghai     | Hartplatz | Simone Bolelli    | Raven Klaasen Marcelo Melo        | 3:6, 3:6          |
| 9.  | 22. Juli 2018    | Båstad (1)   | Sand      | Simone Bolelli    | Julio Peralta Horacio Zeballos    | 3:6, 4:6          |
| 10. | 15. Januar 2022  | Sydney       | Hartplatz | Simone Bolelli    | John Peers Filip Polášek          | 5:7, 5:7          |
| 11. | 13. Februar 2022 | Buenos Aires | Sand      | Horacio Zeballos  | Santiago González Andrés Molteni  | 1:6, 1:6          |
| 12. | 17. Juli 2022    | Båstad (2)   | Sand      | Simone Bolelli    | Rafael Matos David Vega Hernández | 4:6, 6:3, [11:13] |

## Abschneiden bei Grand-Slam-Turnieren

### Einzel
| Turnier         | 2006 | 2007 | 2008 | 2009 | 2010 | 2011 | 2012 | 2013 | 2014 | 2015 | 2016 | 2017 | 2018 | 2019 | 2020 | 2021 | 2022 | 2023 | 2024 | 2025 | Karriere |
| --------------- | ---- | ---- | ---- | ---- | ---- | ---- | ---- | ---- | ---- | ---- | ---- | ---- | ---- | ---- | ---- | ---- | ---- | ---- | ---- | ---- | -------- |
| Australian Open | —    | —    | 1    | 2    | 1    | 1    | 1    | 1    | AF   | 1    | 1    | 2    | AF   | 3    | AF   | AF   | 1    | 1    | —    | —    | AF       |
| French Open     | —    | 1    | —    | 1    | 3    | VF   | 3    | 3    | 3    | 2    | 1    | 3    | AF   | AF   | 1    | 3    | 2    | 3    | 2    | Q1   | VF       |
| Wimbledon       | —    | —    | 1    | 2    | 3    | —    | 2    | 1    | 3    | 2    | 2    | 3    | 3    | 3    |      | 3    | 1    | —    | 3    | 1    | 3        |
| US Open         | Q1   | Q3   | 1    | 1    | 1    | 2    | 3    | 1    | 2    | AF   | 2    | 1    | 2    | 1    | —    | 1    | 2    | Q1   | 1    |      | AF       |

Zeichenerklärung: S = Turniersieg; F, HF, VF, AF = Einzug ins Finale / Halbfinale / Viertelfinale / Achtelfinale; 1, 2, 3 = Ausscheiden in der 1. / 2. / 3. Hauptrunde; Q1, Q2, Q3 = Ausscheiden in der 1. / 2. / 3. Qualifikationsrunde; nicht ausgetragen

### Doppel
| Turnier         | 2008 | 2009 | 2010 | 2011 | 2012 | 2013 | 2014 | 2015 | 2016 | 2017 | 2018 | 2019 | 2020 | 2021 | 2022 | 2023 | Karriere |
| --------------- | ---- | ---- | ---- | ---- | ---- | ---- | ---- | ---- | ---- | ---- | ---- | ---- | ---- | ---- | ---- | ---- | -------- |
| Australian Open | 2    | 2    | 2    | 1    | 2    | HF   | 2    | S    | 2    | 1    | 2    | —    | —    | —    | VF   | 1    | S        |
| French Open     | —    | 2    | 1    | 2    | 1    | 1    | 2    | HF   | 1    | 1    | 1    | —    | —    | —    | —    | 2    | HF       |
| Wimbledon       | —    | 1    | 1    | —    | 1    | 1    | 2    | 1    | 1    | 1    | —    | —    |      | —    | —    | —    | 2        |
| US Open         | 1    | 1    | —    | HF   | 1    | 2    | 1    | 1    | 2    | AF   | 2    | —    | —    | —    | AF   | —    | HF       |

### Mixed
| Turnier         | 2012 | 2013 | 2014 | 2015 | 2016 | Karriere |
| --------------- | ---- | ---- | ---- | ---- | ---- | -------- |
| Australian Open | —    | AF   | —    | —    | AF   | AF       |
| French Open     | —    | —    | —    | —    | —    | —        |
| Wimbledon       | 2    | 2    | —    | —    | —    | 2        |
| US Open         | —    | —    | —    | —    | —    | —        |